# Menachem Elon
Menachem Elon (hebraico: מנחם אלון )(November 1, 1923 - 2013) é um jurista israelense,
juiz no supremo tribunal de Suprema Corte de Israel entre 1977 e 1993.
Também foi professor de Direito na Universidade Hebraica de Jerusalém, Especialista de Direito hebraico.